# Mailis Reps
Mailis Reps z domu Rand (ur. 13 stycznia 1975 w Tallinnie) – estońska polityk i prawnik, posłanka do Zgromadzenia Państwowego, w latach 2002–2003, 2005–2007 i 2016–2020 minister edukacji i badań naukowych.

## Życiorys
Studiowała na Central European University w Budapeszcie i na Maastricht University. W 2001 podjęła studia doktoranckie na Uniwersytecie w Uppsali.
Od połowy lat 90. pracowała na różnych stanowiskach na uniwersytetach i w organizacjach uczelnianych w Cambridge, Amsterdamie i Michigan. Od 1997 związana z prywatną akademią w Tallinnie, gdzie była doradcą i asystentką rektora, a następnie została wykładowcą międzynarodowego prawa publicznego. W latach 2000–2001 zatrudniona w Komisji Europejskiej.
Wstąpiła do Estońskiej Partii Centrum, w 2005 objęła funkcję wiceprzewodniczącej tego ugrupowania.
W latach 2002–2003 (w rządzie Siima Kallasa) i ponownie od 2005 do 2007 (w pierwszym rządzie Andrusa Ansipa) sprawowała urząd ministra edukacji i badań naukowych. Pomiędzy tymi okresami zasiadała w Riigikogu X kadencji. Na skutek wyborów w 2007 powróciła do pracy w parlamencie jako deputowana XI kadencji, w 2011 uzyskała reelekcję na XII kadencję. W 2015 i 2019 była ponownie wybierana do parlamentu.
W 2016 była kandydatką centrystów na urząd prezydenta Estonii, nie uzyskała jednak wystarczającego poparcia ani w parlamencie, ani w zwołanym później kolegium wyborców. W tym samym roku w gabinecie, na czele którego stanął Jüri Ratas, po raz trzeci objęła stanowisko ministra edukacji i badań naukowych. Utrzymała to stanowisko również w utworzonym w 2019 drugim gabinecie dotychczasowego premiera. Zakończyła urzędowanie w listopadzie 2020 – podała się do dymisji po krytyce związanej z używaniem przez nią ministerialnego pojazdu do celów prywatnych.

## Odznaczenia
- Medal Rady Bałtyckiej – 2011[8]